# Четвериково (Вологодская область)
Четвериково — деревня в Шекснинском районе Вологодской области.
Входит в состав сельского поселения Железнодорожного, с точки зрения административно-территориального деления — в Железнодорожный сельсовет.
Расстояние по автодороге до районного центра Шексны — 10 км, до центра муниципального образования Пачи — 1 км. Ближайшие населённые пункты — Добрец, Пача, Шайма.
По переписи 2002 года население — 14 человек.